# Dorjan Marušič
Dorjan Marušič, slovenski matematik, zdravnik in politik, * 13. junij 1957, Koper.
V času 7. in 8. vlade Republike Slovenije je bil državni sekretar na ministrstvu za zdravje. 7. aprila 2010 je prisegel kot minister za zdravje Republike Slovenije.
Leta 2022 je z nastopom vlade Roberta Goloba postal član ožje ekipe zdravstvenega ministra Danijela Bešiča Loredana.